# 백색속질
백색속질은 지라에서 동맥 주위를 집처럼 둘러싸며 배열된 림프 조직 덩어리이다. 신선한 지라를 자르면 희고 투명한 점으로 보인다. 비장 부위(전체 단면에서 주변 적색속질보다 하얗게 보이기 때문에 명명됨)에 대한 조직학적 명칭으로, 비장 조직의 약 25%를 포함한다. 백색속질 전적으로 림프 조직으로 구성된다.
구체적으로, 백색속질은 특정한 기능을 가진 여러 영역을 포함한다:
1. 동맥주위 림프초(PALS)는 일반적으로 비장의 세동맥 공급과 연관되어 있다. 여기에는 T림프구가 포함되어 있다.
2. 분할 B 림프구가 있는 림프 여포는 PALS와 적색속질에 접한 변연부 사이에 위치한다. 이 영역에서 IgM 및 IgG2가 생성된다. 이들 분자는 세포외 유기체, 특히 세균협막의 옵소닌화 역할을 한다.
3. 가장자리 영역은 백색속질과 적색속질 사이에 존재한다. 이는 중앙 세동맥에서 더 멀리 떨어져 있으며 적색속질에 가깝다. 여기에는 수지상 세포 및 대식세포와 같은 항원 제시 세포가 포함되어 있다. 백색속질의 대식세포 중 일부는 금속 친화성 대식세포로 알려진 특수한 종류이다.[2]

## 같이 보기
- 적색속질
- 림프절
- 비장